# Campionati mondiali di sci d'erba 2017
La ventesima edizione dei Campionati mondiali di sci d'erba si sono svolti in Austria, a Kaprun, dal 6 al 9 settembre 2017.

## Risultati

### Uomini

#### Supergigante
| Posizione | Atleta          | Nazione   | Tempo |
| --------- | --------------- | --------- | ----- |
| 1         | Jan Gardavsky   | Rep. Ceca | 38.23 |
| 2         | Martin Stepanek | Rep. Ceca | 38.64 |
| 3         | Lorenzo Gritti  | Italia    | 38.74 |
| 4         | Sascha Posch    | Austria   | 38.81 |
| 5         | Hannes Angerer  | Austria   | 38.92 |
| 6         | Michael Stocker | Austria   | 39.18 |
| 6         | Martin Bartak   | Rep. Ceca | 39.18 |
| 6         | Mirko Hueppi    | Svizzera  | 39.18 |
| 9         | Marcel Knapp    | Germania  | 39.21 |
| 10        | Marc Zickbauer  | Austria   | 39.26 |

Data: Mercoledi, 6 settembre 2017

Ore: 16:30

Partenza: 922 m, arrivo: 765 m

Dislivello: 157 m

#### Supercombinata
| Posizione | Atleta          | Nazione   | Tempo   |
| --------- | --------------- | --------- | ------- |
| 1         | Lorenzo Gritti  | Italia    | 1:13.51 |
| 2         | Jan Gardavsky   | Rep. Ceca | 1:13.53 |
| 3         | Michael Stocker | Austria   | 1:13.58 |
| 4         | Martin Bartak   | Rep. Ceca | 1:13.86 |
| 5         | Mirko Hueppi    | Svizzera  | 1:14.03 |
| 6         | Hannes Angerer  | Austria   | 1:14.05 |
| 7         | Stefan Portmann | Svizzera  | 1:14.10 |
| 8         | Marc Zickbauer  | Austria   | 1:14.34 |
| 9         | Marcel Knapp    | Germania  | 1:14.44 |
| 10        | Martin Stepanek | Rep. Ceca | 1:14.92 |

Data: Giovedì, 7 settembre 2015

Ore: 10:15

Supergigante Partenza: 922 m, arrivo: 765 m

Dislivello: 157 m

Slalom Partenza: 856 m, arrivo: 765 m

Dislivello: 91 m

#### Gigante
| Posizione | Atleta           | Nazione   | Tempo   |
| --------- | ---------------- | --------- | ------- |
| 1         | Jan Gardavsky    | Rep. Ceca | 1:08.69 |
| 2         | Michael Stocker  | Austria   | 1:08.75 |
| 3         | Martin Bartak    | Rep. Ceca | 1:08.95 |
| 4         | Stefan Portmann  | Svizzera  | 1:09.12 |
| 5         | Mirko Hueppi     | Svizzera  | 1:09.23 |
| 6         | Benjamin Bennett | Germania  | 1:09.32 |
| 7         | Edoardo Frau     | Italia    | 1:09.36 |
| 8         | Hannes Angerer   | Austria   | 1:09.45 |
| 9         | Marc Zickbauer   | Austria   | 1:09.53 |
| 10        | Lorenzo Gritti   | Austria   | 1:09.66 |

Data: Sabato, 9 settembre 2017

Ore: 10:15

Partenza: 869 m, arrivo: 765 m

Dislivello: 104 m

#### Slalom
| Posizione | Atleta          | Nazione   | Tempo   |
| --------- | --------------- | --------- | ------- |
| 1         | Michael Stocker | Austria   | 1:05.72 |
| 2         | Jan Gardavsky   | Rep. Ceca | 1:05.91 |
| 3         | Hannes Angerer  | Austria   | 1:06.16 |
| 4         | Stefan Portmann | Svizzera  | 1:06.57 |
| 5         | Lorenzo Gritti  | Italia    | 1:06.68 |
| 6         | Mirko Hueppi    | Svizzera  | 1:06.69 |
| 7         | Edoardo Frau    | Italia    | 1:06.97 |
| 8         | Marcel Knapp    | Germania  | 1:07.03 |
| 9         | Marc Zickbauer  | Austria   | 1:07.09 |
| 10        | Martin Stepanek | Rep. Ceca | 1:07.36 |

Data: Venerdi, 8 settembre 2017

Ore: 10:15

Partenza: 856 m, arrivo: 765 m

Dislivello: 91 m

### Donne

#### Supergigante
| Posizione | Atleta             | Nazione    | Tempo |
| --------- | ------------------ | ---------- | ----- |
| 1         | Adela Kettnerova   | Rep. Ceca  | 40.70 |
| 2         | Antonella Manzoni  | Italia     | 41.01 |
| 3         | Kristin Hetfleisch | Austria    | 41.22 |
| 4         | Chisaki Maeda      | Giappone   | 41.26 |
| 5         | Yukiyo Shintani    | Giappone   | 41.30 |
| 6         | Barbara Mikova     | Slovacchia | 41.40 |
| 7         | Karolina Rasovska  | Rep. Ceca  | 41.69 |
| 8         | Jacqueline Gerlach | Austria    | 41.70 |
| 9         | Minori Tamura      | Austria    | 41.88 |
| 10        | Daniela Kruckel    | Austria    | 42.33 |

Data: Mercoledì, 6 settembre 2017

Ore: 16:30

Partenza: 922 m, arrivo: 765 m

Dislivello: 157 m

#### Supercombinata
| Posizione | Atleta             | Nazione    | Tempo   |
| --------- | ------------------ | ---------- | ------- |
| 1         | Chisaki Maeda      | Giappone   | 1:16.90 |
| 2         | Jacqueline Gerlach | Austria    | 1:17.22 |
| 3         | Barbara Mikova     | Slovacchia | 1:17.65 |
| 4         | Adela Kettnerova   | Rep. Ceca  | 1:18.02 |
| 5         | Kristin Hetfleisch | Austria    | 1:18.77 |
| 6         | Karolina Rasovska  | Rep. Ceca  | 1:19.59 |
| 7         | Minori Tamura      | Giappone   | 1:19.72 |
| 8         | Marino Maeda       | Giappone   | 1:20.00 |
| 9         | Yukiyo Shintani    | Giappone   | 1:20.18 |
| 10        | Nikola Fricova     | Slovacchia | 1:22.99 |

Data: Giovedì, 7 settembre 2017

Ore: 10:15

Supergigante Partenza: 922 m, arrivo: 765 m

Dislivello: 157 m

Slalom Partenza: 856 m, arrivo: 765 m

Dislivello: 91 m

#### Gigante
| Posizione | Atleta             | Nazione    | Tempo   |
| --------- | ------------------ | ---------- | ------- |
| 1         | Jacqueline Gerlach | Austria    | 1:11.87 |
| 2         | Barbara Mikova     | Slovacchia | 1:12.47 |
| 3         | Yukiyo Shintani    | Giappone   | 1:12.68 |
| 4         | Kristin Hetfleisch | Austria    | 1:12.88 |
| 5         | Adela Kettnerova   | Rep. Ceca  | 1:13.24 |
| 6         | Marino Maeda       | Giappone   | 1:13.79 |
| 7         | Daniela Krueckel   | Austria    | 1:14.16 |
| 8         | Minori Tamura      | Giappone   | 1:14.23 |
| 9         | Antonella Manzoni  | Italia     | 1:14.41 |
| 10        | Karolina Rasovska  | Rep. Ceca  | 1:14.97 |

Data: Sabato, 9 settembre 2017

Ore: 10:15

Partenza: 879 m, arrivo: 765 m

Dislivello: 114 m

#### Slalom
| Posizione | Atleta             | Nazione    | Tempo   |
| --------- | ------------------ | ---------- | ------- |
| 1         | Jacqueline Gerlach | Austria    | 1:09.91 |
| 2         | Chisaki Maeda      | Giappone   | 1:09.92 |
| 3         | Yukiyo Shintani    | Giappone   | 1:12.60 |
| 4         | Kristin Hetfleisch | Austria    | 1:12.78 |
| 5         | Marino Maeda       | Giappone   | 1:13.55 |
| 6         | Antonella Manzoni  | Italia     | 1:13.90 |
| 7         | Daniela Krueckel   | Austria    | 1:14.12 |
| 8         | Nikola Fricova     | Slovacchia | 1:14.38 |
| 9         | Dominika Dudikova  | Rep. Ceca  | 1:20.27 |
| 10        | Minori Tamura      | Giappone   | 1:21.99 |

Data: Venerdì, 8 settembre 2017

Ore: 10:15

Partenza: 856 m, arrivo: 765 m

Dislivello: 91 m

## Medagliere per nazioni
| Nazione    | Oro | Argento | Bronzo | Totale |
| ---------- | --- | ------- | ------ | ------ |
| Rep. Ceca  | 3   | 3       | 1      | 7      |
| Austria    | 3   | 2       | 3      | 8      |
| Giappone   | 1   | 1       | 2      | 4      |
| Italia     | 1   | 1       | 1      | 3      |
| Slovacchia | 0   | 1       | 1      | 2      |